# Òlbia (Ligúria)
Olbia (llatí) - Ὀλβία en grec antic - era una ciutat de Ligúria suposadament entre Forum Julii (Fréjus) i Massàlia (Marsella). L'ordre que dona Pomponi Mela és: Forum Julii, Athenopolis, Olbia, Taurois, Citharistes i Massalia. Estrabó dona l'ordre al revés amb Massalia, Tauroentium, Olbia, Antipolis i Nicaea i afegeix el port d'Augustus (Forum Julii) entre Olbia i Antipolis (Antibes). Va ser sens dubte una fundació de Massalia probablement com a punt defensiu contra els sàl·lies i altres tribus lígurs dels Alps.